# Complete Control Sessions
Complete Control Sessions es un álbum tipo EP exclusivo de Internet en vivo de 6 pistas por Flogging Molly. Fue lanzado por SideOneDummy Records en la tienda en línea iTunes el 13 de marzo del 2007, pero después estuvieron disponibles los MP3s en Amazon.com a partir del 8 de enero de 2008.
Dos de sus canciones, "Requiem for a Dying Song" y " Float" fueron prelanzadas en este álbum y luego aparecieron en Float (que sería lanzado el 4 de marzo de 2008). De las otras cuatro canciones, "Devil's Dance Floor" apareció originalmente en Swagger (2000), y el resto en Within a Mile of Home (2004).

## Canciones
1. Requiem for a Dying Song - 3:29
2. Whistles the Wind - 4:06
3. Tobacco Island - 4:30
4. Factory Girls - 3:55
5. Float - 4:48
6. Devil's Dance Floor - 3:49

- Datos: Q668211